# Adolphe du Bois d'Aische
Adolphe Gabriel Joseph Antoine Marie Louis du Bois d'Aische (Antwerpen, 26 april 1825 - Rome, 23 februari 1868) was een Belgisch politicus.

## Biografie

### Familie
Adolphe du Bois was een telg uit de familie Du Bois. Hij was een kleinzoon van Ferdinand du Bois, lid van het Nationaal Congres en senator, en een zoon van Ferdinand du Bois de Nevele, burgemeester van Edegem, provincieraadslid van Antwerpen en senator, en gravin Olympe d'Oultremont de Wégimont, zus van graaf Émile d'Oultremont, lid van het Nationaal Congres, senator en diplomaat.
Hij trouwde in 1845 met Rosalie Vilain XIIII (1824-1894), dochter van graaf Philippe Vilain XIIII, burgemeester van Bazel, Gent en Rupelmonde, lid van de Tweede Kamer, lid van het Nationaal Congres en senator. Hij was een schoonbroer van Charles-Ghislain Vilain XIIII, Alfred Vilain XIIII en Prosper de Kerchove de Denterghem. Ze kregen twee zoons en zes dochters.
- Ferdinand du Bois d'Aische (1846-1904), ambassadeur, trouwde in 1878 in Den Haag met Elisabeth Suermondt (1855-1919).
- Zoé du Bois d'Aische (1847-1940), trouwde in 1868 in Edegem met Émile Moretus de Bouchout (1842-1917). Ze kregen zes zoons en drie dochters, met afstammelingen tot heden.
- Madeleine du Bois d'Aische (1849-1911), trouwde in 1873 in Edegem met graaf Adolphe Christyn de Ribaucourt (1837-1911), diplomaat, senator en buregmeester van Perk, zoon van graaf Prosper Christyn de Ribaucourt, lid van de Provinciale Staten van Zuid-Brabant, kamerheer van koning Willem I, burgemeester van Laarne, provincieraadslid van Brabant, gemeenteraadslid van Perk en senator. Ze kregen vijf zoons en vier dochters, met afstammelingen tot heden.
- Emma du Bois d'Aische (1851-1919), trouwde in 1872 in Edegem met ridder Charles Gobart (1845-1916), burgemeester van Brussegem, zoon van ridder Joseph Gobart, kabinetssecretaris van koning Willem I, en kleinzoon van Charles Gobart. Ze kregen twee zoons, die ongehuwd bleven.
- Adrien du Bois d'Aische (1852-1936), trouwde in 1873 in Brussel met barones Marie-Thérèse de Fierlant (1853-1941), dochter van baron Aloïs de Fierlant, burgemeester van Sterrebeek. Ze kregen vijf zoons en een dochter, met afstammelingen tot heden.
- Georgine du Bois d'Aische (1857-1927), trouwde in 1882 in Edegem met graaf Ferdinand de Hemptinne (1854-1927), industrieel, voorzitter van het discontokantoor van de Nationale Bank van België in Gent en voorzitter van de administratieve commissie bij de gevangenissen in Gent, zoon van graaf Charles de Hemptinne, kolonel-commandant van de Burgerwacht in Gent en voorzitter van het college van censoren van de Nationale Bank van België. Ze kregen zeven zoons en vier dochters, met afstammelingen tot heden.
- Romaine du Bois d'Aische (1860-1944), trouwde in 1887 in Edegem met Oscar Mayer van den Bergh (1859-1913), broer van Fritz Mayer van den Bergh, kunstverzamelaar en -historicus. Ze kregen twee dochters, met afstammelingen tot heden.
- Anne du Bois d'Aische (1865-1920), trouwde in 1896 in Perk met graaf Charles de Meeûs d'Argenteuil (1857-1945), burgemeester van Neerrepen. Ze kregen een dochter, die ongehuwd bleef.

Jonkheer Adolphe du Bois verkreeg in 1846 de titel van graaf, overdraagbaar bij eerstgeboorte. Hij ging door het leven als du Bois. Het is pas na zijn dood, in 1885, dat zijn weduwe voor hem en voor hun nakomelingen vergunning kreeg om d'Aische aan de familienaam toe te voegen.
Na zijn overlijden zou zijn grafelijke titel overgaan op zijn oudste zoon. Hij zou onvermijdelijk aan Adrien toekomen, want Ferdinand bleef kinderloos. Maar zo lang kon Adrien niet wachten en in 1873 verkreeg hij eveneens de titel graaf, overdraagbaar bij eerstgeboorte. Hij trouwde met barones Marie-Thérèse de Fierlant (1853-1941). Ze hadden vijf zoons en een dochter. Er was er slechts een die voor nageslacht zorgde, Raoul du Bois d'Aische (1880-1933), met afstammelingen tot heden.

### Loopbaan
De rentenier du Bois werd amateur schilder en volgde lessen bij Hendrik Leys.
Hij werd gemeentemandataris in Edegem. Hij was er achtereenvolgens gemeenteraadslid (1856-1868), schepen (1857-1859) en burgemeester (1860-1868). In 1863 werd hij verkozen tot katholiek volksvertegenwoordiger voor het arrondissement Antwerpen, een mandaat dat in 1868 werd afgebroken door zijn voortijdige dood. 